# Aeroportul Morafenobe
Aeroportul Morafenobe (IATA: TVA, ICAO: FMMR) este un aeroport din Regiunea Melaky, Madagascar ce deservește zona Morafenobe⁠(d). A fost numit după zona deservită.
Situat la o altitudine de 228 m, aeroportul dispune de o singură pistă.